# لويزا أدورنو
لويزا أدورنو هو الاسم المستعار لـ ميلا كورادي، هي كاتبة إيطالية وُلدت يوم 2 أغسطس 1921 في بيزا وتوفيت 12 يوليو 2021 في روما.
عملت لويزا أدورنو طوال حياتها كمدرسة ثانوية. هي أخت الكاتب ماورو كورادي.